# ミドルタウン (オハイオ州)
ミドルタウン（Middletown）は、アメリカ合衆国オハイオ州のバトラー郡にある都市。人口は5万0987人（2020年）。シンシナティの北東50キロメートルに位置している。

## 名称
地名の由来については2つの説がある。初期の入植者がペンシルベニア州のミドルタウンから来たからという説と、町の位置がシンシナティとデイトンの中間にあるからという説である。

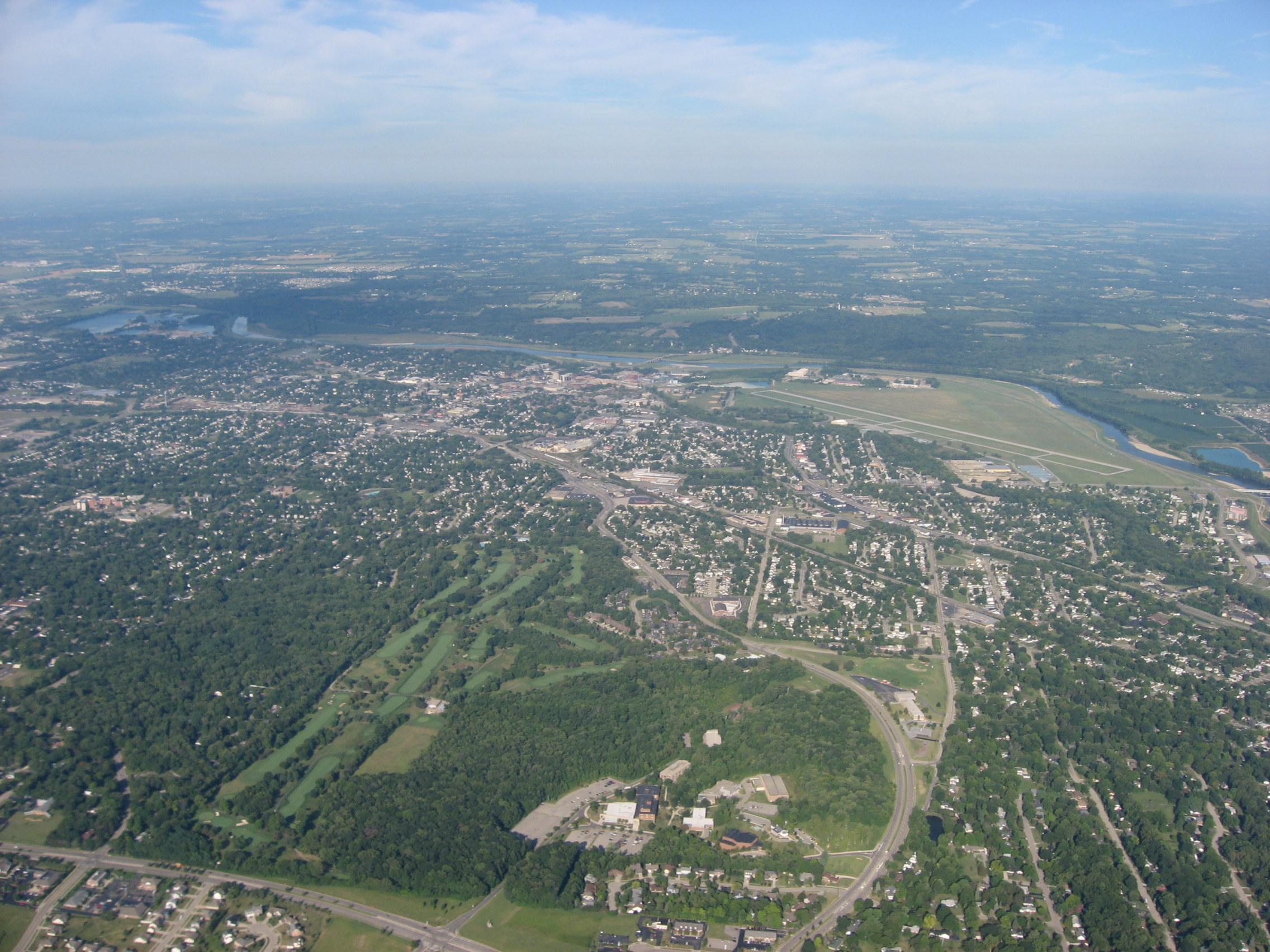
上空から

## 国際交流
宮城県大崎市の姉妹都市である。

## 著名人
- J・D・ヴァンス - アメリカ合衆国上院議員、2024年アメリカ合衆国大統領選挙共和党副大統領候補者、『ヒルビリー・エレジー アメリカの繁栄から取り残された白人たち』の著者
- カイル・シュワーバー - メジャーリーガー